# Szergijev Poszad
Szergijev Poszad (oroszul: Сергиев Посад) város Oroszország európai részén, Moszkvától 71 km-re északkeletre, a Moszkvai terület egyik járási központja. A főváros környéki történelmi városok egyike, az ún. Aranygyűrű turisztikai útvonal része. Leghíresebb létesítménye a Szentháromság–Szergij-kolostor (Троице-Сергиева лавра, Troice-Szergijeva Lavra), az orosz ortodox egyház egyik központja és hívőinek zarándokhelye.
Lakóinak száma: 111 179 fő (a 2010. évi népszámláláskor), 114 100 fő (2005), 115 000 fő (1993), 94 000 fő (1971), 45 000 fő (1939.
Neve 1782–1919 között Szergijevszkij (Szergijev) Poszad; 1919–1930 között Szergijev; 1930–1992 között Zagorszk, 1992-től ismét Szergijev Poszad.
A város néhány műemléke és kolostorának épületegyüttese 1993 óta a világörökség része.

## Fekvése
A Szmolenszk–moszkvai-hátság délkeleti részén, enyhén lejtős területen fekszik. Nagyobb folyója a Koncsura, mely itt néhány kisebb mellékfolyót is felvesz. Ez a vidék egykor a Moszkvából észak felé vezető kereskedelmi útvonalon feküdt. Szergijev Poszad fejlődésében meghatározó jelentőségű volt és maradt a főváros közelsége. A város az északi fő közlekedési út mentén és az észak felé vezető vasúti fővonalon fekszik, Moszkvával HÉV- („elektricska”) és rendszeres autóbuszjáratok kötik össze.

## Történeti áttekintés

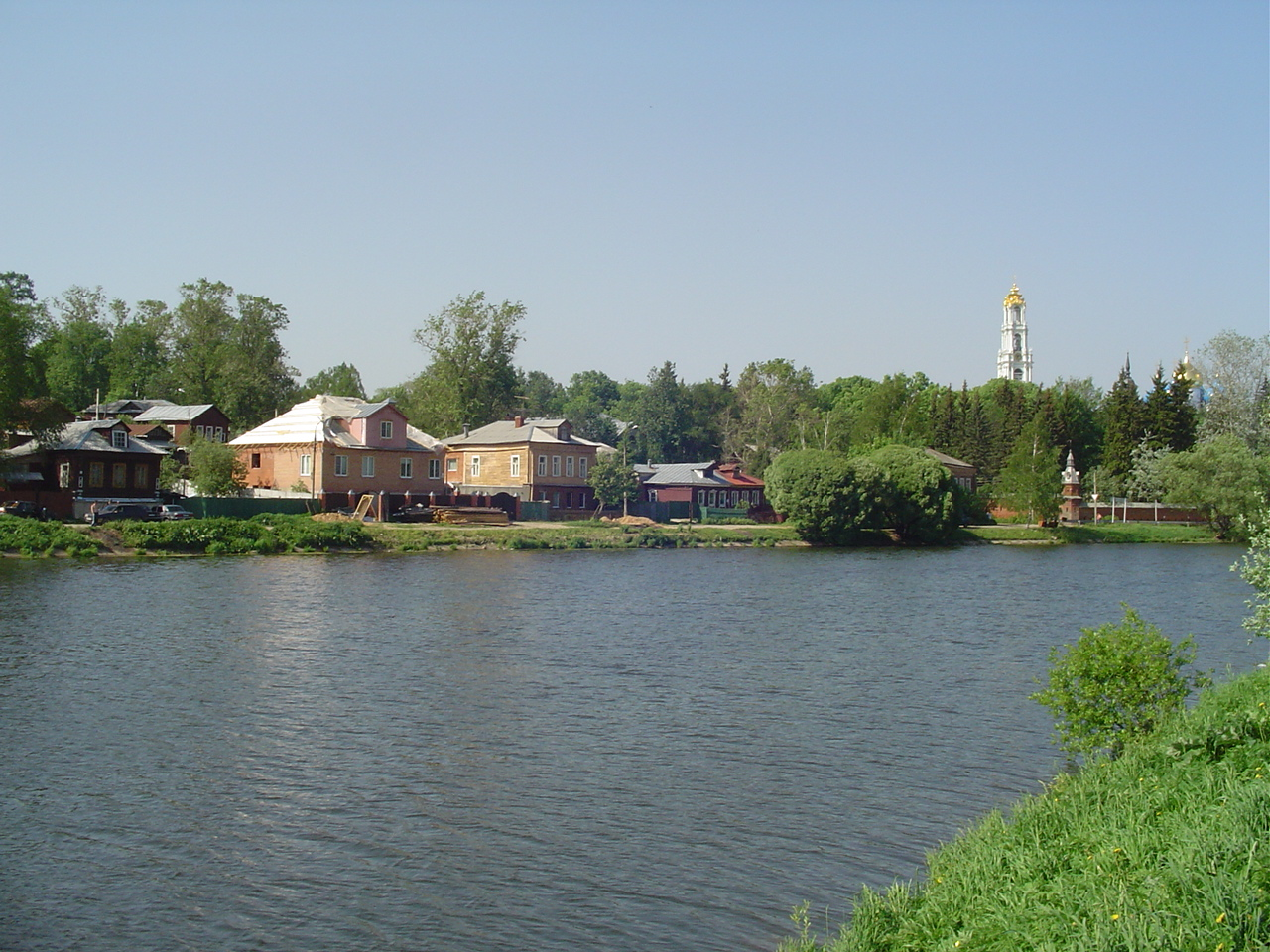
A város régi része

Az itteni kolostort egy Szergij nevű szerzetes és testvére alapította az 1340-es években. Szergij atya 1392-be hunyt el, néhány évtizeddel később szentté avatták. A Szentháromság–Szergij-kolostor évszázadokon át az orosz állam egyik legfontosabb egyházi és szellemi központja volt, a város maga is neki köszönheti létét. A 15-16. század folyamán a környék települései a kolostor tulajdonába kerültek. Köztük volt Klementyjevo falucska is, melynek első írásos említése 1419-ből származik. Hivatalosan ezt a dátumot tekintik a város civil története kezdetének.
A 17. század elejét az orosz történelem zűrzavaros időkként (szmutnoje vremja) tartja nyilván. A lengyel-litván csapatok a kolostort 1608-tól 16 hónapon át ostromolták, de nem tudták bevenni. Az ostrom idején az itteni falvak elnéptelenedtek. Később helyükön, a kolostor körül és annak igényeinek megfelelően kisebb kézműves települések (ún. „szlobodák”) alakultak ki.
A 18. századra a kolostor gazdagsága hatalmasra növekedett, de 1764-ben, az egyházi javak részleges kisajátításakor birtokait elvesztette, azokat az államkincstár vette át. II. Katalin cárnő rendeletére 1782-ben megalakult a kolostor kézműves telepeit egyesítő önálló Szergijevszkij (később: Szergijev-) Poszad település, melyet ugyanezzel a rendelettel városi rangra emeltek. Egy évtizeddel később elkészült az új város beépítését szabályozó egységes terv. A várost Moszkvával összekötő országutat 1845-ben, a vasútvonalat 1862-ben nyitották meg.
A szovjet időszakban, 1920-ban a kolostort feloszlatták, területén múzeumot alakítottak ki, de egyes épületeit más célokra is igénybe vették. 1946-ban a templomok és más épületek egy részét visszaadták az egyháznak, ezekben újra engedélyezték a kolostor működését. 1930-ban a város nevét egy kommunista vezető emlékére Zagorszkra változtatták, 1992-ben a város ismét eredeti nevét vette fel.

## A mai város
Az 1792-ben készült rendezési terv a kolostort meghagyta a város központjának. Innen legyezőszerűen indul ki néhány fő közlekedési út, melyekre nagyjából merőlegesen keresztutcákat alakítottak ki. A világháború utáni évtizedekben szintén központi tervek alapján építették tovább a várost. 1954-ben nagy kultúrházat, az 1970-es évek elején új közigazgatási és kereskedelmi központot létesítettek. A város külső részein néhány lakónegyed, ún. mikrorajon épült, de több régi, részben falusias település-rész is megmaradt, ezek gyűrűként fogják körbe a városközpontot.

### Kultúra, műemlékek
A város legismertebb, meghatározó épületegyüttese a Szentháromság–Szergij-kolostor, mely 1993 óta a világörökség része.
A kolostor falain kívül a világörökség része néhány városi épület is:

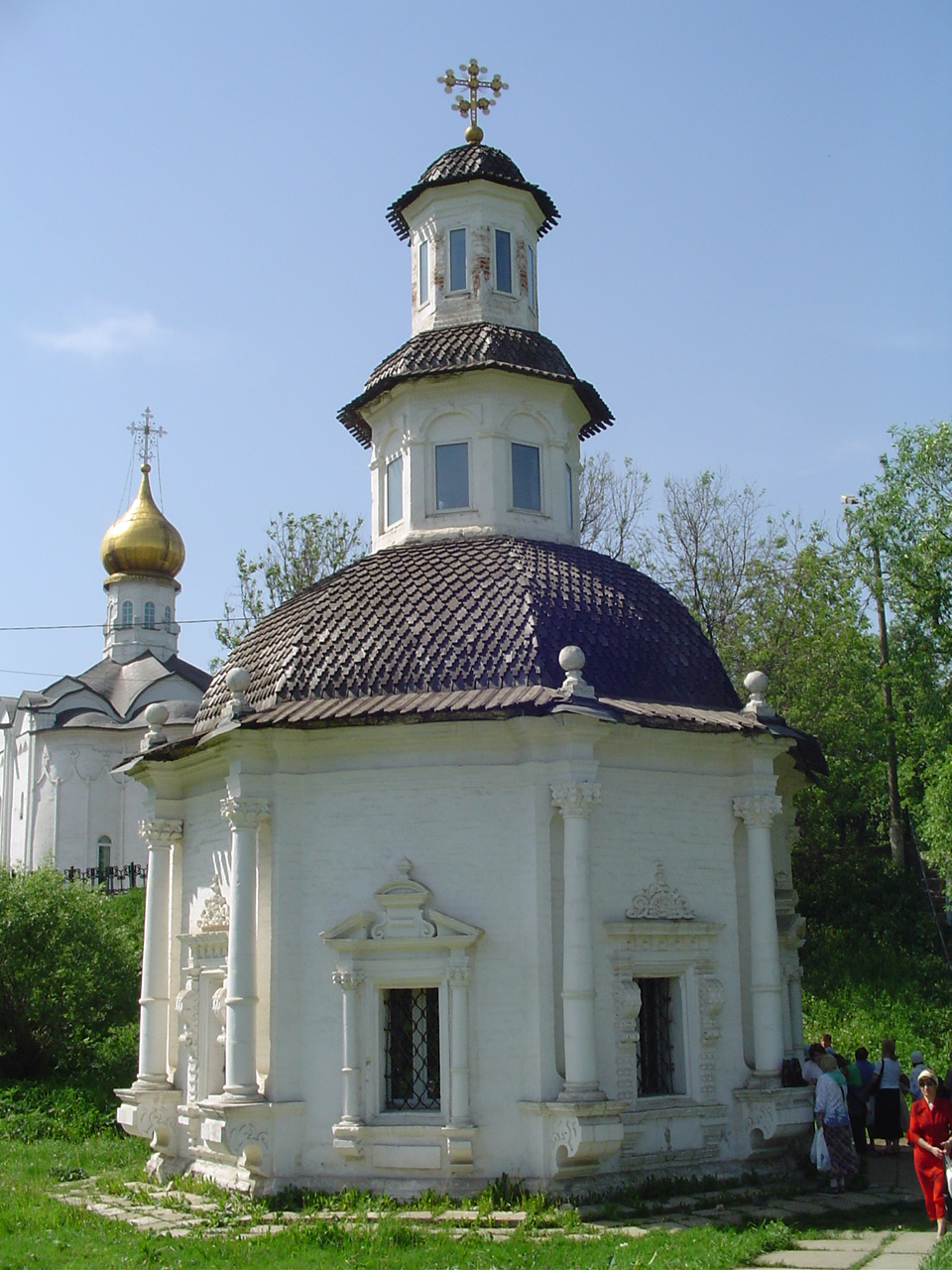
A Pjatnyickij-kút kápolnája

- Köztük van a Vvegyenszkij-templom (1547) és a mellette álló, ugyanabban az évben emelt Pjatnyickij-templom is. Bár ugyanabban az évben készültek, stílusuk mégis teljesen különböző. Az előbbit a Szentlélek-templom mintájára egy gazdag bojár saját pénzén építtette. A Pjatnyickij-templomhoz refektórium és kisebb harangtorony is tartozik, ezek részben már a 17. századi jelentős átépítéskor keletkeztek.
- Az egyházi épületek közül figyelmet érdemel több 18. századi templom, ezek a város külső részein, néhány egykori szloboda területén maradtak fenn, valamint a város főterén álló barokk kápolna.
- A Pjatnyickij-kút kápolnája a kolostor déli falához közel, a Koncsura-folyó partján fekszik. A 17-18. század fordulóján, egy bővízű forrás fölé épült. Kisebb méretei ellenére a moszkvai többszintes templomokra hasonlít.
- A régi kolostori szálló A. F. Elkinszkij építész alkotása (1823, 1838). A klasszicista építészeti előírások szigorú betartásával készült. Két épületrészből áll; az egyik szárny főhomlokzata a térre, a másiké a város főutcájára néz.
- Az egykori lovas udvart a kolostor Kacsa tornyához közel, a Fehér-tó melletti területen alakították ki 1790-ben. A négyzetes alakú udvart eredetileg földszintes épületek egybefüggő sora zárta körül, ahol az istálló, a kocsiszín és a takarmányraktár kapott helyet, az épületek sarkait tornyok díszítették. Később az udvart kelet felé és nyugat felé is kiszélesítették, az épületekre emeletet húztak. Napjainkban a helyiségeket kiállítótermekké alakították át, ahol helyi művészek alkotásai és a város történetét bemutató kiállítások láthatók, illetve más kulturális rendezvényeket tartanak.

### Múzeumok
A Zagorszki Állami Múzeumot 1920-ban a kolostor területén alapították. Napjainkban a kolostor néhány épületében és a falakon kívül is vannak kiállítótermei, melyek az óorosz művészet, többek között az ikonfestészet és az ötvösművészet remekeivel várják a látogatókat. Jelentősek egyháztörténeti és iparművészeti gyűjteményei is.
A város másik híres kulturális létesítménye a Játékmúzeum.

### Gazdaság

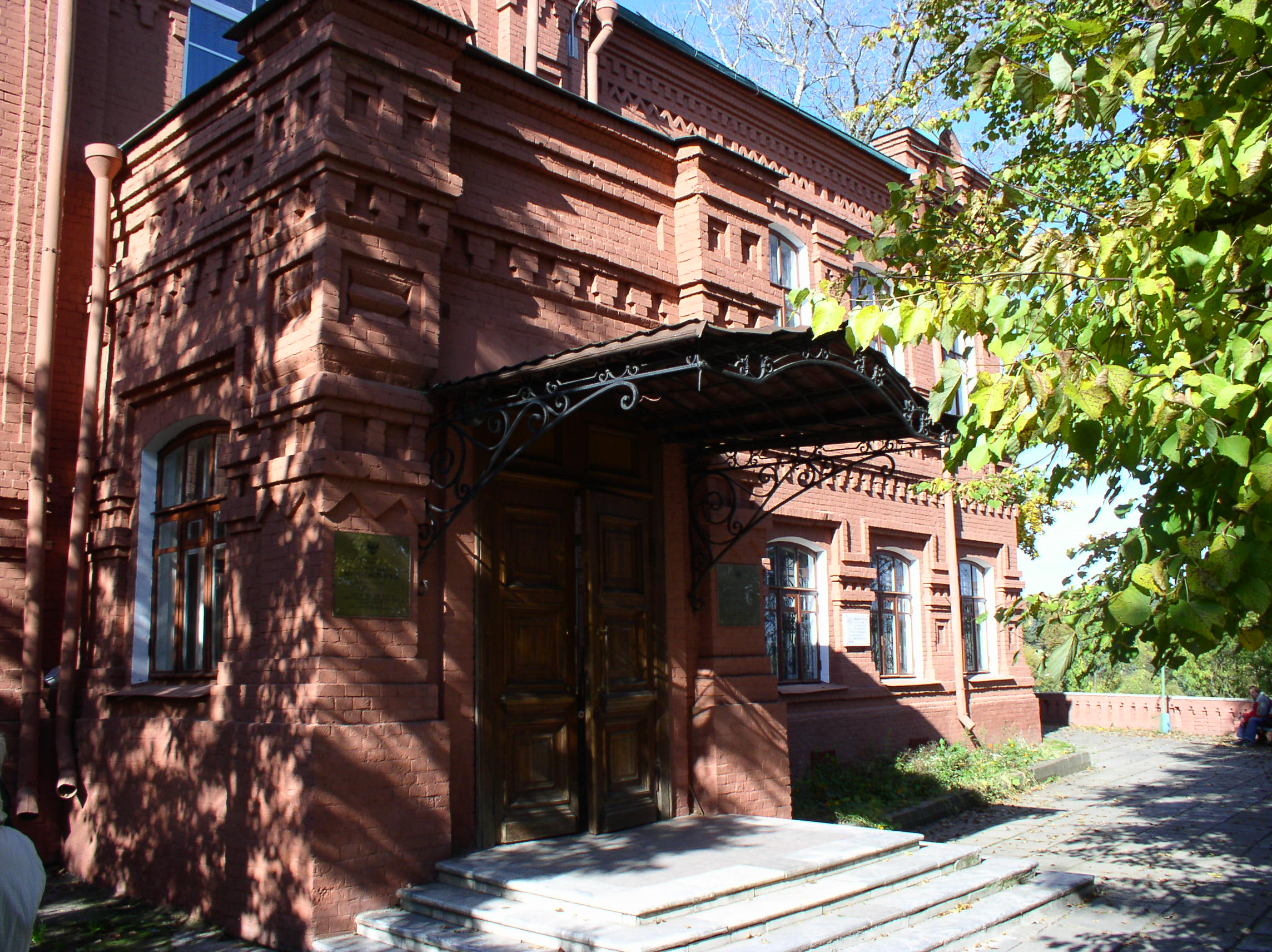
A játékmúzeum épülete

A régi település kézművesei, kereskedői főként a kolostor lakóinak és zarándokainak kiszolgálásával foglalkoztak. Nagy múltja van a kézművesiparnak, különösen a fafaragásnak, az ajándéktárgy- és játékkészítésnek. A város az egymásba rakható festett fababák, a híres matrjoskák készítésének egyik régi (bár száz évnél nem idősebb) központja. A szovjet időszakban a matrjoskákat a kézi munkát felváltó ipari módszerekkel, az itteni játékgyárban állították elő.
A város gazdasági életének mai is fontos részét képezi a szolgáltatóipar, az idegenforgalom, de gyáripara is jelentős. Hagyományos ágazatai, a fafeldolgozás és a bútorgyártás mellett vegyipara, élelmiszeripara (fagylaltgyár), gép- és műszeripara is számottevő.
- A Zagorszki Mechanikai és Optikai Gyárat 1935-ben alapították. Első üzemei a kolostor területén lévő néhány épületben kezdték meg a termelést, később saját gyártelepe lett. A háború idején termelését teljes egészében a front igényeinek megfelelően alakították át. Napjainkban optikai műszereket, orvosi diagnosztikai berendezéseket, különféle távcsöveket, éjszakai is „látó” készülékeket állítanak elő.
- A város egyik legjelentősebb ipari létesítménye a Zagorszki Festékgyár. Fő profilja: ipari felületbevonó- és festékanyagok gyártása. 1955-ben alapították, amikor Moszkvából egy sor iparvállalatot, többek között vegyiüzemeket telepítettek ki. A gyár évtizedeken át a hadiipari komplexum egyik fontos szállítója volt. Jelenleg kb. 200 féle terméket, köztük szélsőséges vegyi- és hőhatásoknak ellenálló anyagokat készítenek többek között az autó- és a hadiipar, a repülőgépgyártás és az űrkutatás számára.
- Szintén vegyipari vállalat a NordTechGaz. Vegyi anyagokat, elsősorban folyékony és légnemű gázokat: oxigént, nitrogént, argont, héliumot, valamint acetilént, szénsavat gyártanak ipari felhasználásra.

A városlakók közül sokan nem tudják, hogy itt van az orosz légierő központi rakétafegyver- és hadianyagbázisa. A létesítmény többek között 2006-ban hallatott magáról, amikor területén két személy halálát okozta egy véletlenül felrobbant levegő–levegő rakéta.